# Skallgång
|  | Denne artikel er oprettet af botten PalnaBot ud fra en ekstern database. Den kan derfor have sproglige fejl eller mangler. Denne skabelon kan fjernes efter kontrol af indholdet. |

Skallgång er en kortfilm instrueret af Susanna Lenken efter manuskript af Susanna Lenken.